# Mura di Roccastrada
Le mura di Roccastrada costituiscono il sistema difensivo dell'omonimo centro.

## Storia
La cinta muraria fu costruita nel corso del XII secolo, a protezione del centro storico di Roccastrada, che proprio in quell'epoca stava conoscendo un periodo di sviluppo e di espansione urbanistica.
La cerchia fu costruita su tre lati, degradando all'estremità settentrionale e a quella meridionale del lato occidentale, ove la presenza di ripidi massi rocciosi garantiva un sistema difensivo naturale per quella zona del borgo.
Nel corso dei secoli il sistema difensivo originario ha subito varie modifiche in epoche successive, tanto da venire a trovarsi in vari punti addossato ad abitazioni, oltre a rimanere privato delle varie torri di guardia che a tratti si elevavano lungo il perimetro esterno della cortina muraria.

## Descrizione
Le mura di Roccastrada racchiudono parzialmente il centro storico di origine medievale.
Mentre sul lato occidentale vi era già una difesa naturale grazie ai ripidi massi rocciosi su cui sorge il borgo, la cerchia muraria che si sviluppava lungo gli altri tre lati si è ben conservata sul lato settentrionale e su quello meridionale, seppur quasi ovunque addossata alle pareti esterne di fabbricati ed edifici abitativi.
I tratti delle mura perimetrali che si sono conservati presentano ancora oggi l'originario rivestimento in blocchi di pietra, anche nei vari punti in cui vi si sono sovrapposte le pareti di altri edifici del centro storico. Si conserva, inoltre, la Porta di Borgo, che fin dalle origini rappresentava il principale accesso al centro storico.
Dell'originario sistema difensivo si è conservata anche la trecentesca torre dell'Orologio, pesantemente ristrutturata durante il secolo scorso, che in passato svolgeva funzioni di avvistamento, oltre a scandire con il suono delle campane le varie ore del giorno.